# Traian Vuia

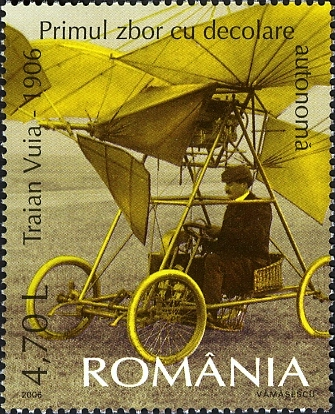
Traian Vuia w swoim samolocie na znaczku z 2006 roku

Traian Vuia (ur. 17 sierpnia 1872 w Surducul Mic, zm. 3 września 1950 w Bukareszcie) – rumuński pionier lotnictwa i konstruktor.

## Życiorys
Pochodził z Banatu; szkołę podstawową ukończył w Bujor (obecnie gmina Traian Vuia). Po zdaniu w 1892 matury rozpoczął studia na kierunku humanistycznym w Budapeszcie. W 1901 obronił doktorat z prawa i rozpoczął pracę w biurze adwokackim, interesował się wszakże techniką. Rok później wyjechał do Francji, gdzie zaczął konstruować samolot. W 1903 przedłożył pracę Projekt samolotu-samochodu francuskiej Akademii Nauk i w tym samym roku uzyskał nań patent; w roku następnym projekt pokazywał w Londynie. Aczkolwiek członkowie Akademii zlekceważyli projekt (prawdopodobnie wobec ówczesnych sukcesów aerostatów) samolot Vui miał kilka cech, charakterystycznych dla późniejszych maszyn: miał mieć podwozie kołowe, kontrolę wznoszenia i opadania miała zapewniać zmiana kąta natarcia skrzydeł, miał mieć ster kierunku i być napędzany silnikiem ze śmigłem ciągnącym (część badaczy uważała podówczas, że moment obrotowy śmigła przewróci maszynę i z tego powodu napęd taki jest niemożliwy).
W 1905 ukończył pierwszy samolot i z początkiem 1906 roku, pod nadzorem komisji Aeroklubu Francuskiego przeprowadził próby lotu. 12 marca wykonał lot na wysokości 1 m i odległość 12 m; 19 sierpnia – 2 i 24 m odpowiednio. W marcu 1907 przeleciał 90 m, 21 czerwca – 100 m (na kolejnej maszynie, Vuia II); 5 lipca wzbił się na 4 m ponad ziemię.
Pierwszy samolot T. Vui był jednopłatem o rozpiętości skrzydeł 8,69 m, powierzchni nośnej 19,97 m², ważącym 274 kg. Kadłub miał postać ramy z rurek stalowych z czterokołowym podwoziem na oponach pneumatycznych; skrzydła także z rurek stalowych były kryte płótnem rozpiętym na stalowych drutach. Dwułopatowe śmigło napędzał 25-konny silnik parowy konstrukcji Serpolleta, po zmodyfikowaniu przez Vuię napędzany był parami dwutlenku węgla. Gaz przechowywany był w stanie płynnym pod wysokim ciśnieniem, skąd podawany był do bardzo lekkiego parownika, podgrzewanego przez niewielki palnik beznynowy. Tam skroplony gaz odparowywał, zwiększając ok. 500 razy swoją objętość, a powstałe pary napędzały silnik. Ta interesująca konstrukcja była wszakże bardzo zawodna. Samolot ten dokonał tylko kilku krótkich skoków, jednak zademonstrował, że maszyna cięższa od powietrza może samodzielnie wzbić się do lotu, tocząc się na własnych kołach po równej drodze.
Ze względu na brak funduszy na budowę kolejnych maszyn po 1908 roku zajął się pracami teoretycznymi, ale jego eksperymenty wpłynęły na innych pionierów jak Louis Blériot, którzy także zaczęli budować samoloty na kołowych podwoziach. W latach 1907–1914 pracował nad torpedami dla Marine nationale. W czasie I wojny światowej kontynuował prace lotnicze na użytek wojska. Do budowania maszyn latających powrócił po wojnie: w 1918 i 1921 zbudował dwa helikoptery, z którymi eksperymentował do 1926 roku. Jego śmigłowiec miał dwie pary wirujących skrzydeł, po każdej stronie kadłuba, lekko pochylone do przodu, co miało pozwolić na start pod ostrym kątem z bardzo krótkiego, kilkumetrowego rozbiegu. Planowana prędkość wynosiła ok. 25 km/h. Maszyna wykonała testowy lot 18 marca 1923 roku, wykazując się dobrą sterownością, miała jednak zbyt słaby, ośmiokonny silnik, by mieć użyteczne osiągi.
Traian Vuia otrzymał obywatelstwo francuskie, ale w 1950 przyjął zaproszenie rządu Rumunii powrotu do kraju, gdzie zmarł; jego samolot został zachowany i znajduje się w paryskim muzeum lotnictwa; kopię można zobaczyć w bukaresztańskim Muzeul Militar Național.
Upamiętnia go:
- ulica Traian Vuia w Bukareszcie[3]
- gmina Traian Vuia – przemianowana na jego cześć dawna gmina Bujor w okręgu Temesz
- Port lotniczy Timișoara – pełna nazwa oryginalna Aeroportul Internațional Traian Vuia Timișoara
- nagroda jego imienia, za osiągnięcia na polu technologii, przyznawana od 1948 przez Academia Română[6]
- rumuńska srebrna moneta kolekcjonerska z 2001, o nominalnej wartości 50 lei z podobizną T. Vui i obrazem jego samolotu[7]

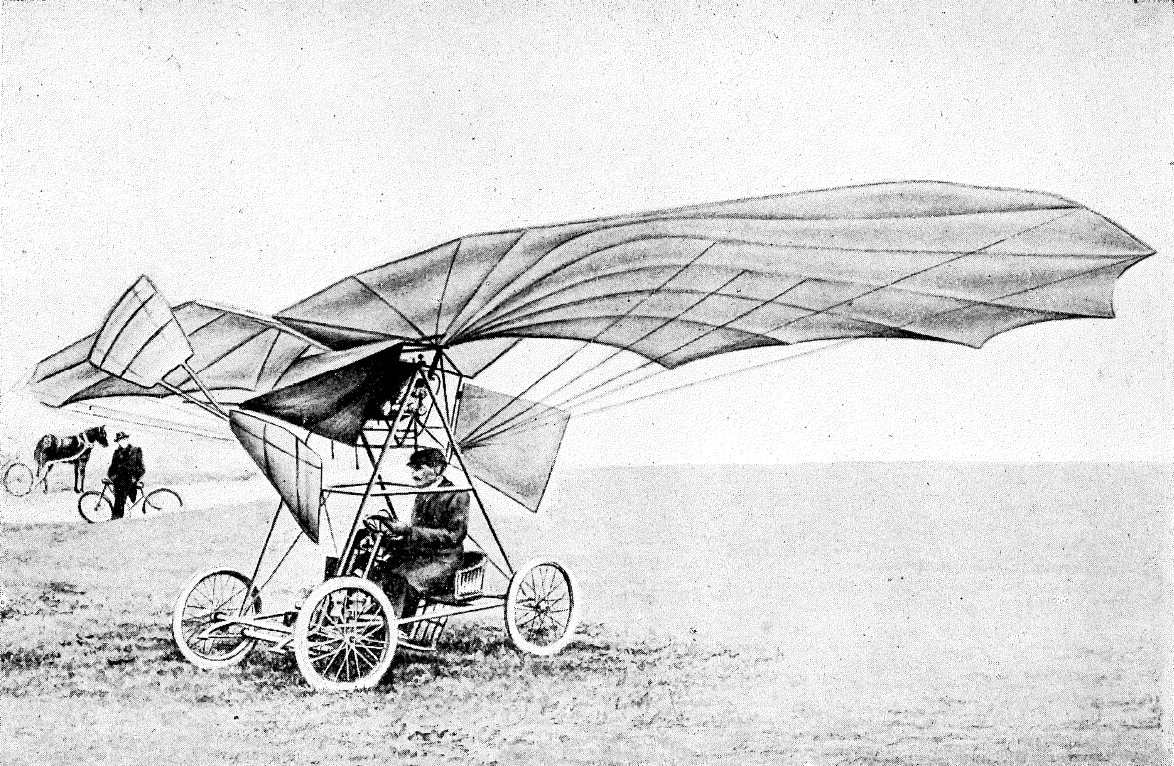
Vuia I
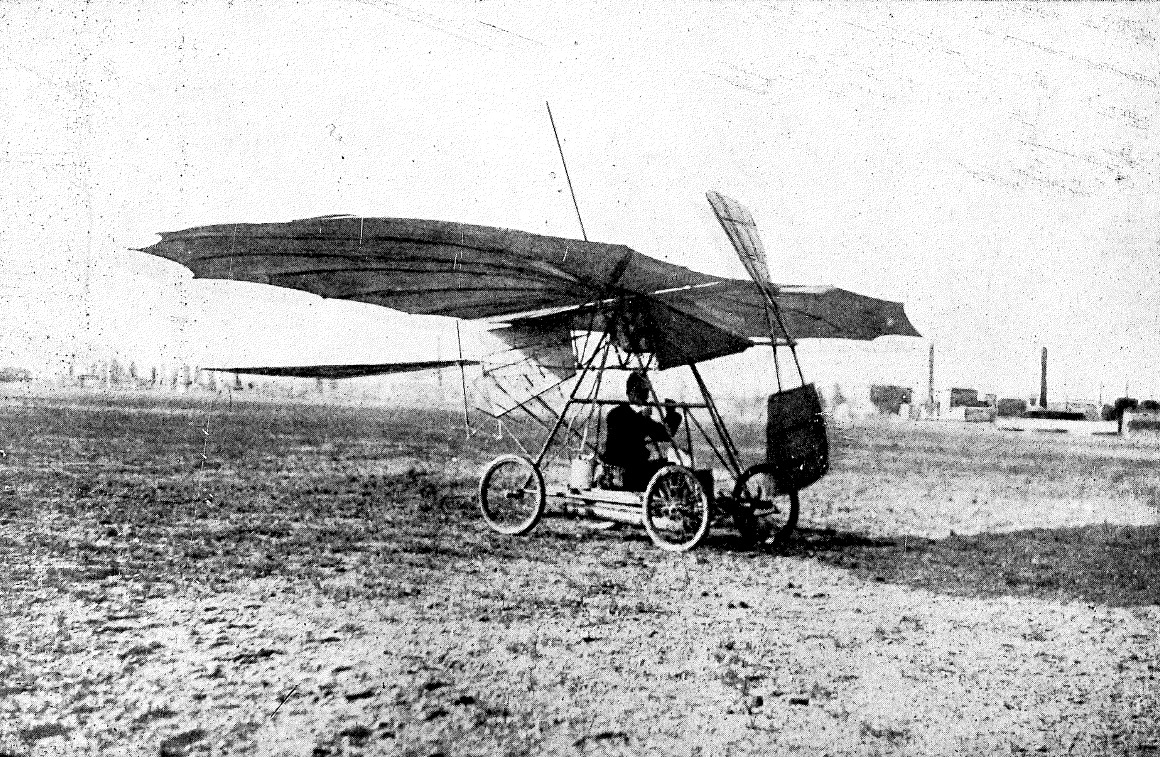
Vuia I
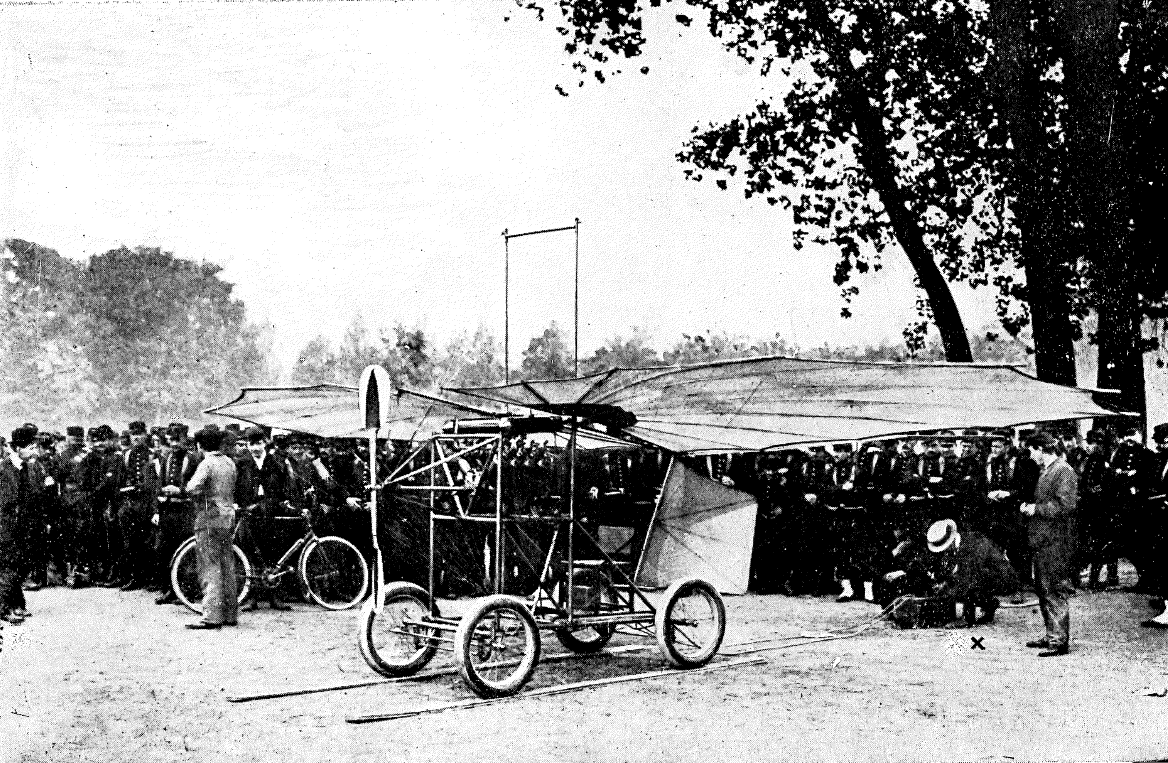
Vuia II
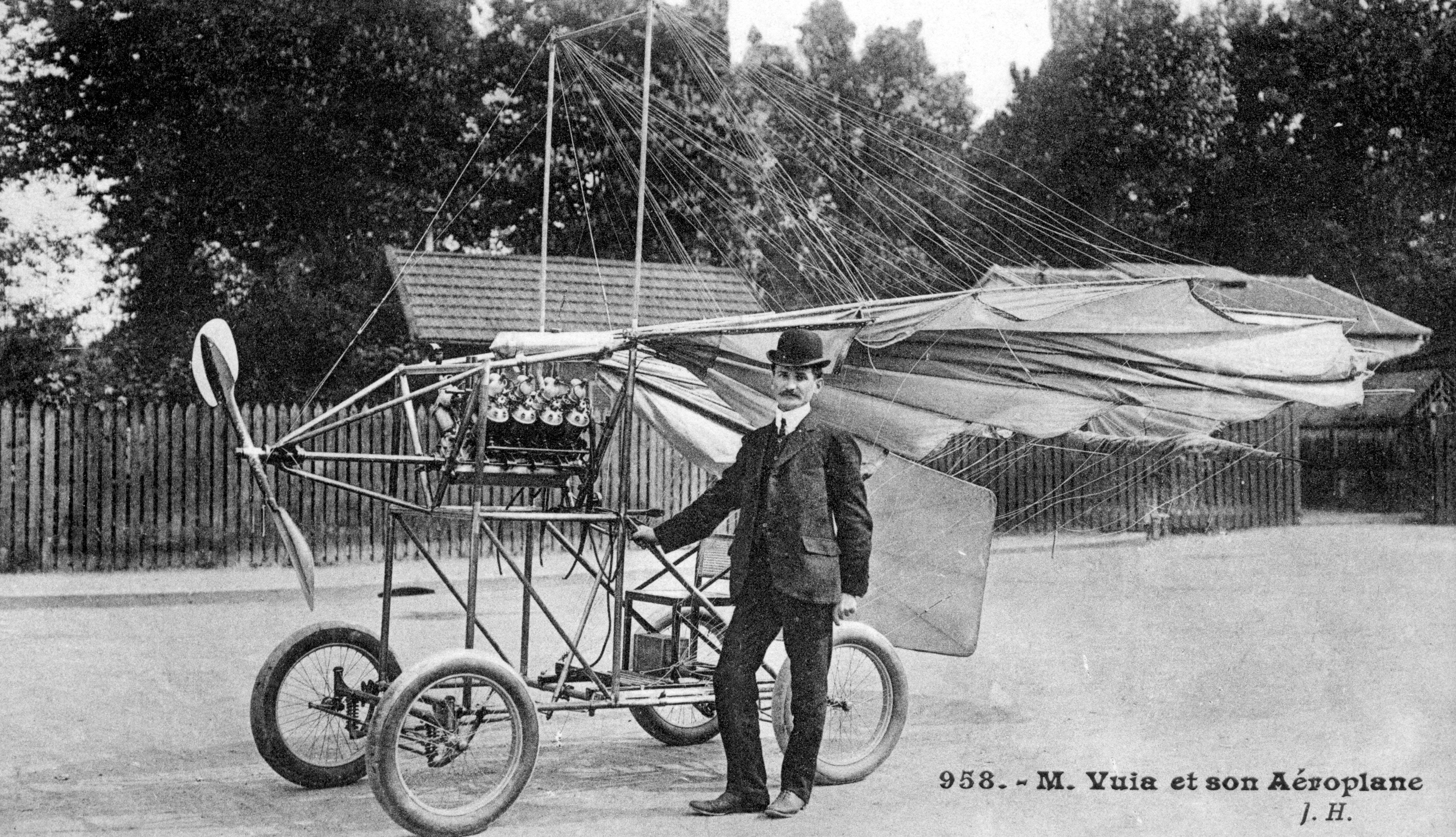
Vuia II
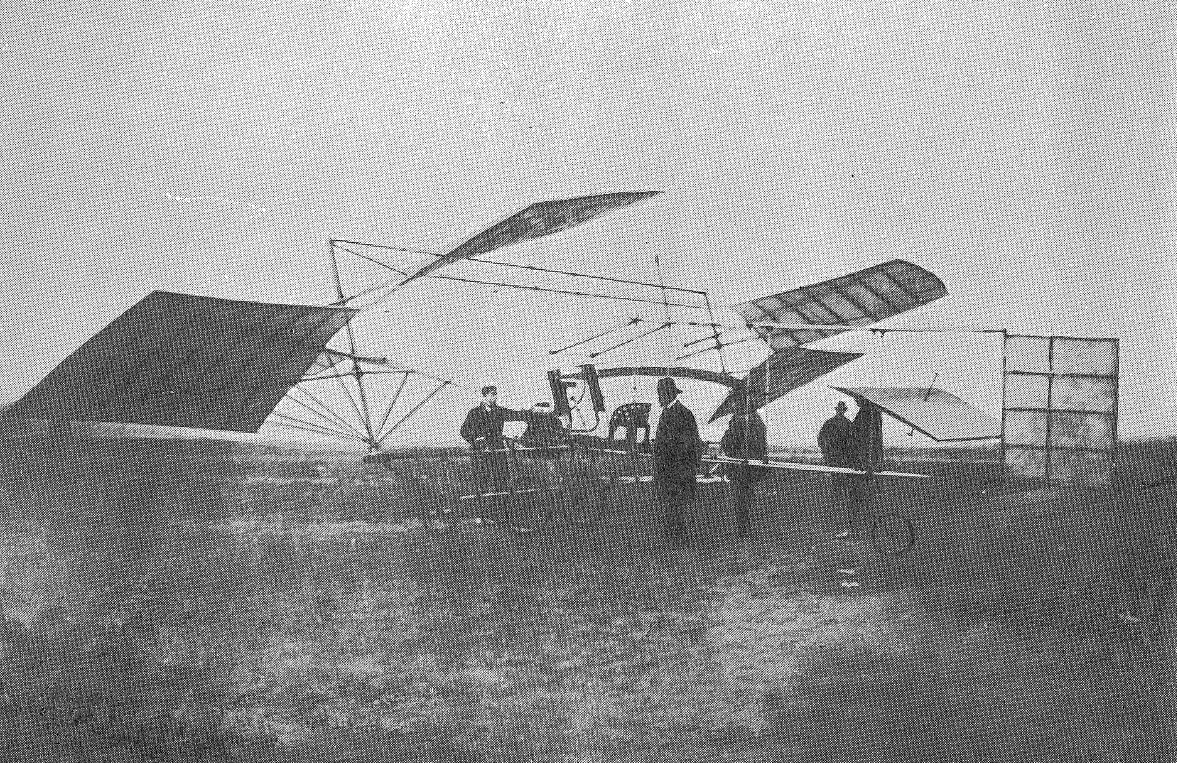
Helikopter Vuia